# Bigodeiro
Saguinus imperator imperator é uma da duas subespécies do sagui-imperador. Ao contrário de Saguinus imperator subgrisescens, não possui uma barba. É endêmico do Brasil, ocorrendo a leste do rio Purus, entre este e o rio Acre. Não se conhece se real estado de conservação e é listado como "dados deficientes" pela IUCN.